# Metoquió

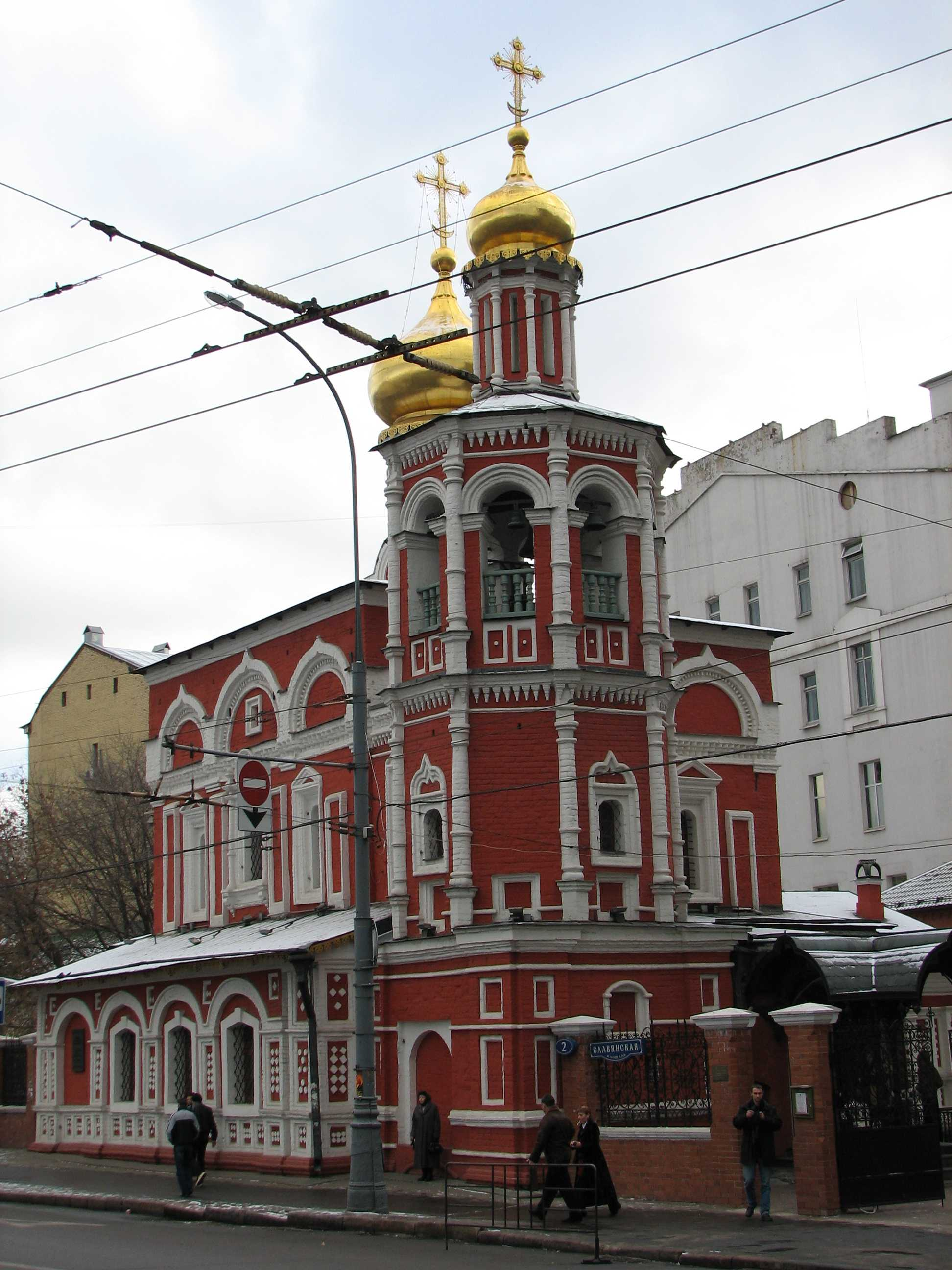
El metoquió de l'Església ortodoxa d'Alexandria a l'Església de Tots els Sants, Moscou.

Un metoquió o métoque (del grec μετοχή, comunitat, de vegades assenyalat com métokhion, que reflecteix millor la pronunciació de la paraula) és un territori depenent d'un monestir ortodox.
Metòkhia, la meitat occidental de la regió de Kosovo (abans Kosovo i Metòkhia, que deu el seu nom al seu passat de metoquió).
La paraula també es refereix a la legació d'una Església autocefàlia ortodoxa prop d'una altra.